# 阿齐沙坦
阿齐沙坦（又稱阿齐沙坦酯）（INN） 是一款正处于研发中的治疗高血压症的血管紧张素II受体拮抗剂药物，多用于治疗高血压症，也是目前唯一处于末期临床的血管紧张素II受体拮抗剂（沙坦类）药物。

## 前體藥物
作为前体药物的阿齐沙坦酯 （azilsartan medoxomil、INN、代码 TAK-491），2010年4月28日，日本武田制药公司（Takeda）所研发的该药物完成了三期临床试验，正在美国食品药品监督管理局审批中，预计2012年可拿到上市批文，该药物為一種血管紧张素II受体拮抗剂，可單獨使用或與其它降血壓藥物一起使用
，被视作坎地沙坦酯的下一代产品。
湯森路透社（Thomson Reuters）預測若該藥順利通過認證，在2014年時應可達到年銷售七億三百三十萬美元。

## 臨床實驗
阿齐沙坦酯對於降低血壓有着较为顯著的疗效，一項1291位病人參與、長達六星期的實驗比較40毫克、80毫克的阿齐沙坦酯和40毫克的奥美沙坦酯（Benicar®、由第一制藥三共株式會社研發）或320毫克的纈沙坦的效果，結果40毫克的阿齐沙坦酯可降低13.4mmHg的血壓、80毫克的阿齐沙坦酯則是14.5mmHg、40毫克的Benicar是12mmHg、320公克的纈沙坦則是10.2mmHg。
另有一項为期六周的實驗，将20毫克、40毫克、80毫克的阿齐沙坦酯和40毫克的奥美沙坦酯进行了比较，共有1272位病人參與。結果显示，20毫克的阿齐沙坦酯能降血壓10.8mmHg、40毫克的阿齐沙坦酯則是12.1mmHg、80毫克的阿齐沙坦酯是13.2mmHg、40毫克的奥美沙坦酯則为11.2mmHg。

## 延伸閱讀
- Jessica C. Song, MA, PharmD, Pritha Singh, Wilson Fung Fung. . Formulary. 2010-12-01 （英语）.[永久]
- Takeda Pharmaceutical Company Limited. . 2010-10-20  [2011-02-07]. （原始内容存档于2012-05-10） （英语）.此為武田製藥公司（Takeda）對產品的說明